# Saintes (Charente-Maritime)
Saintes település Franciaországban, Charente-Maritime megyében. Lakosainak száma 25 312 fő (2022. január 1.). Saintes Bussac-sur-Charente, Chaniers, Chermignac, Écurat, Fontcouverte, Les Gonds, Nieul-lès-Saintes, Pessines, Port-d’Envaux, Saint-Georges-des-Coteaux és Thénac községekkel határos.

## Fekvése
Rocheforttól délkeletre, a Charente és bal oldali mellékfolyója, a Seugne találkozásánál fekvő település.

## Története
A város a Charente-folyó partjain, ősi utak kereszteződésében épült. A rómaiak Galliájában Mediolanum Santonum néven már akkor fontos település volt. Amfitheátruma valaha húszezer nézőt tudott befogadni. Minden év július-augusztusában napjainkban is rendeznek drámai- és operafesztivált. Római vízvezeték és fürdők romjain kívül máig épen áll Germanicus diadalkapuja is, amelyet i. sz. 21-ben emeltek.
A város a középkorban élte másodvirágzását. Ebből az időből maradt fenn három gyönyörű tornya is: 
A fenyőtoboz formájú az 1170-ben épült Abbaye-aux--Dames-t díszíti, a másik a gótikus Saint-Eutrope harangtornya. Ennek a templomnak a kriptája is látogatásra érdemes, ez Franciaország második legnagyobb kriptája a chartresi katedrális után. A harmadik a Saint-pierre templomának tornya, amely egymásra rakott pillérekből áll amelyek mindegyike tornyocskákban végződik.

## Galéria

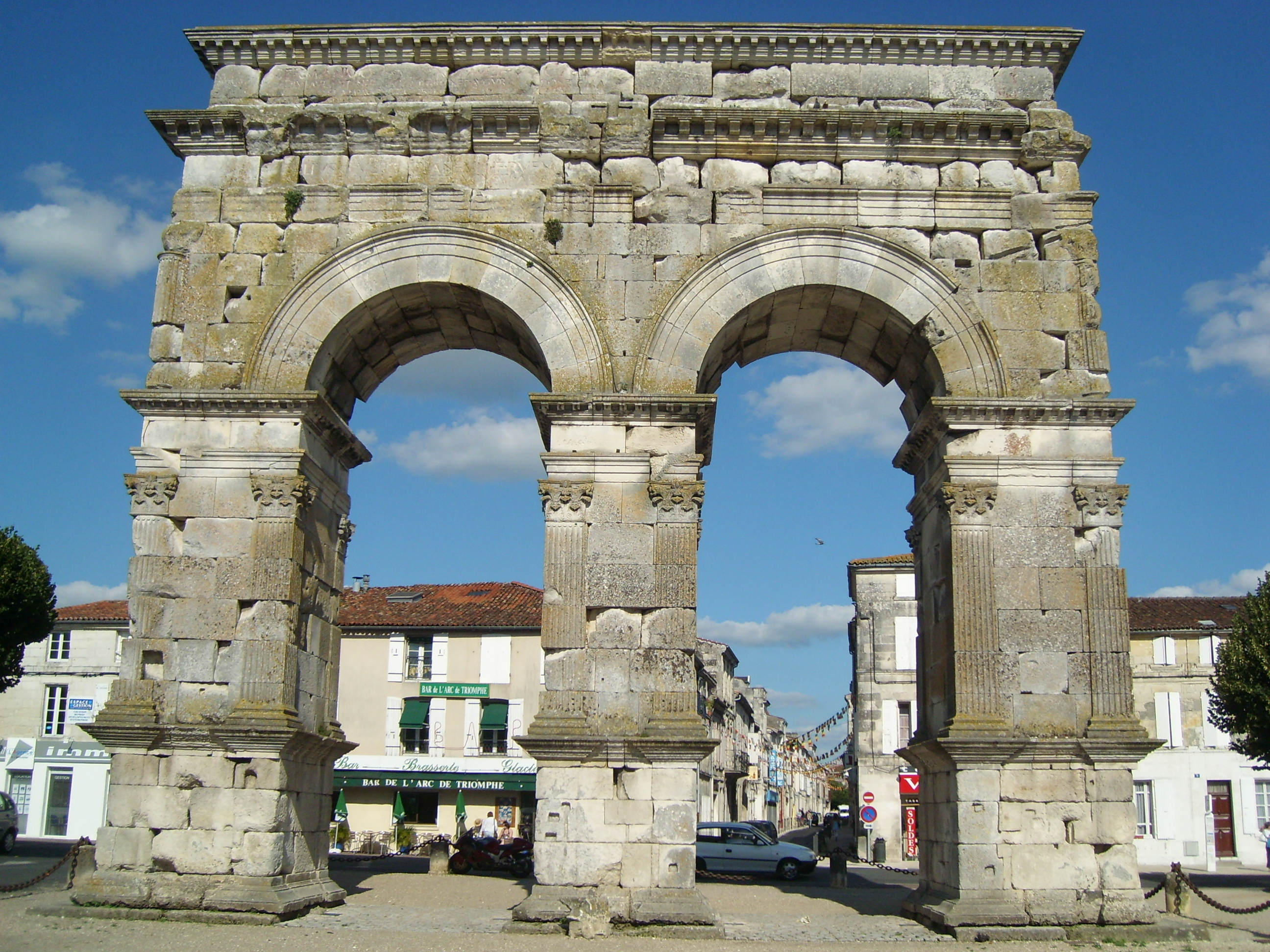
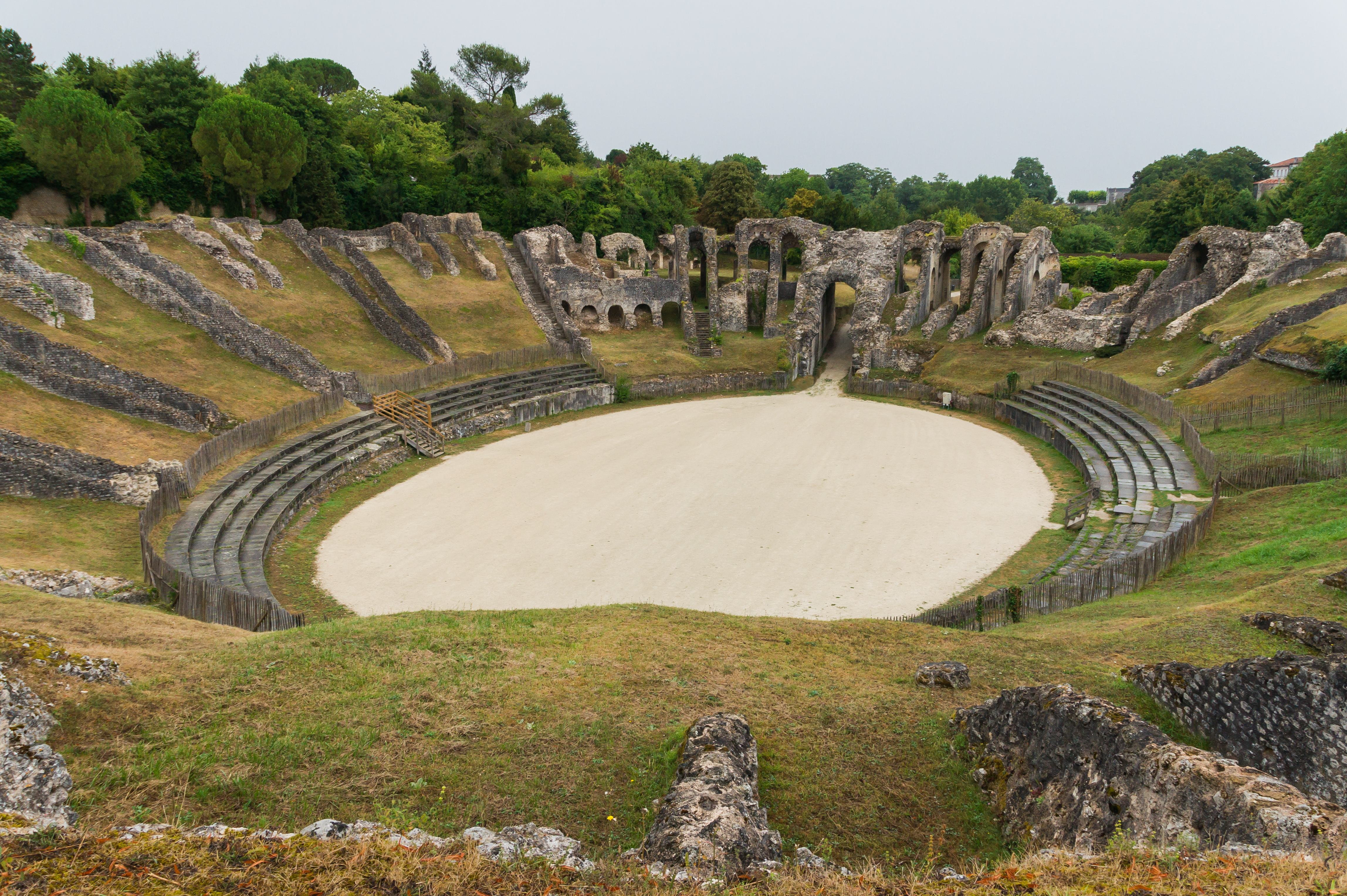
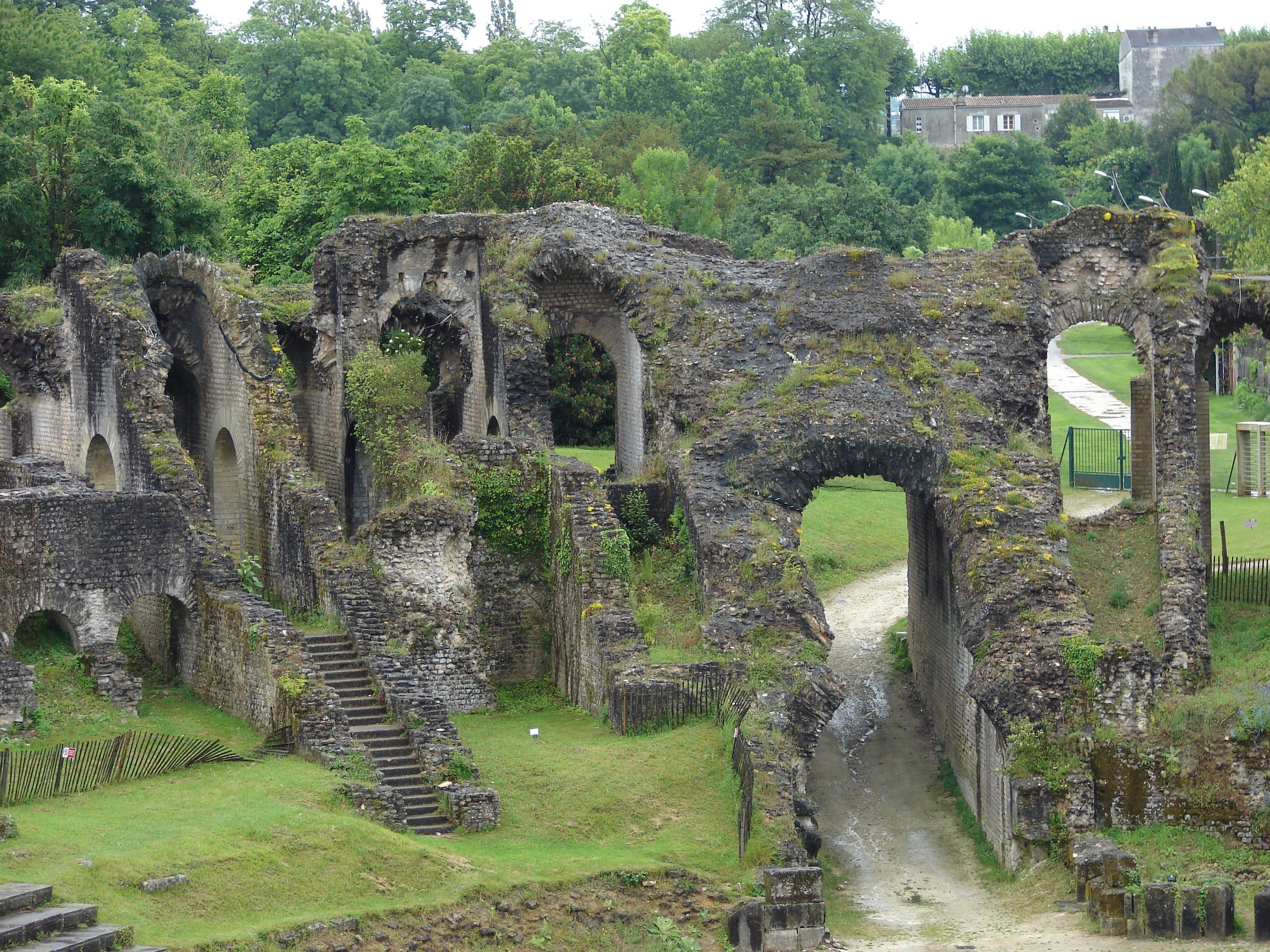
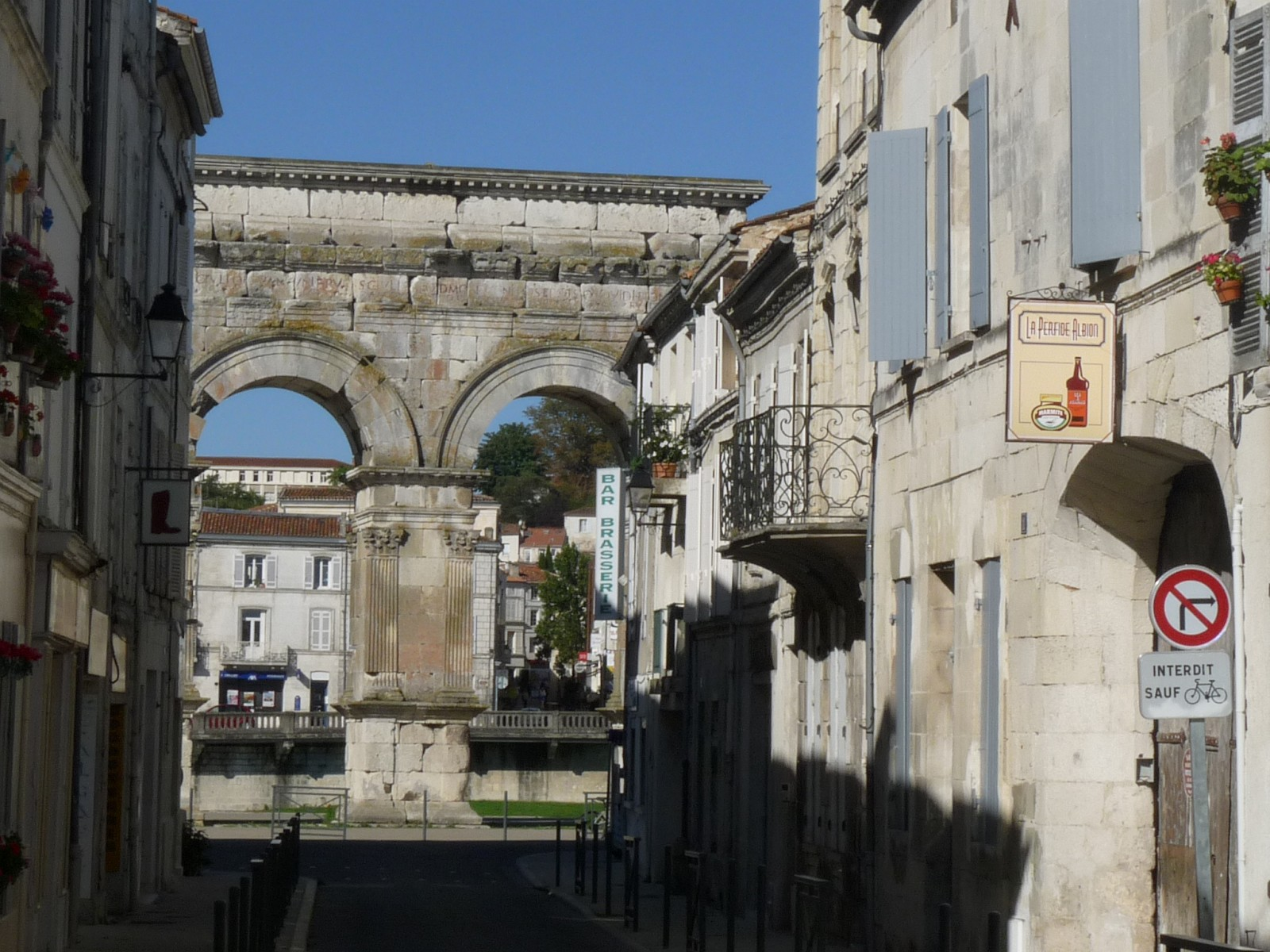
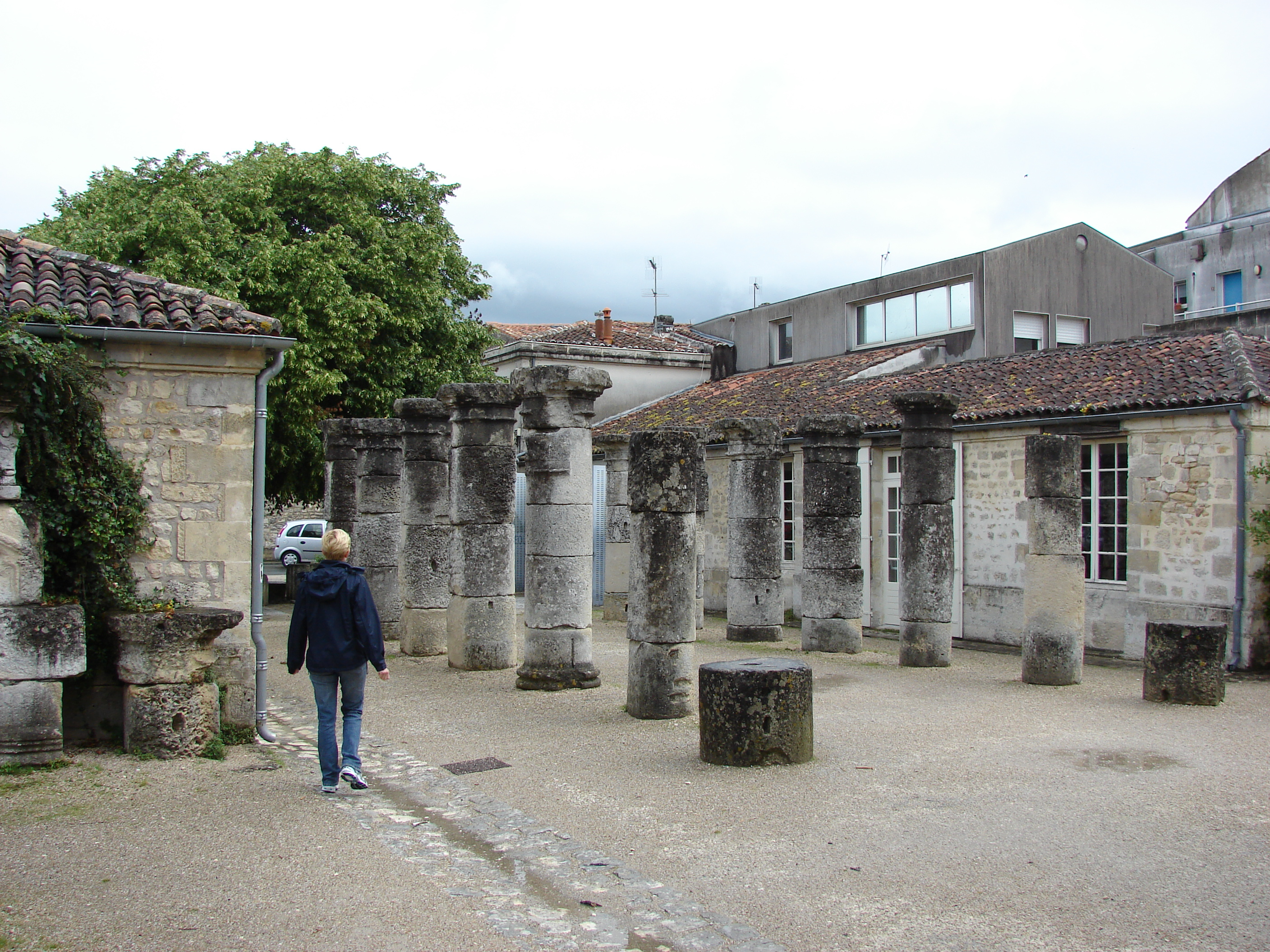
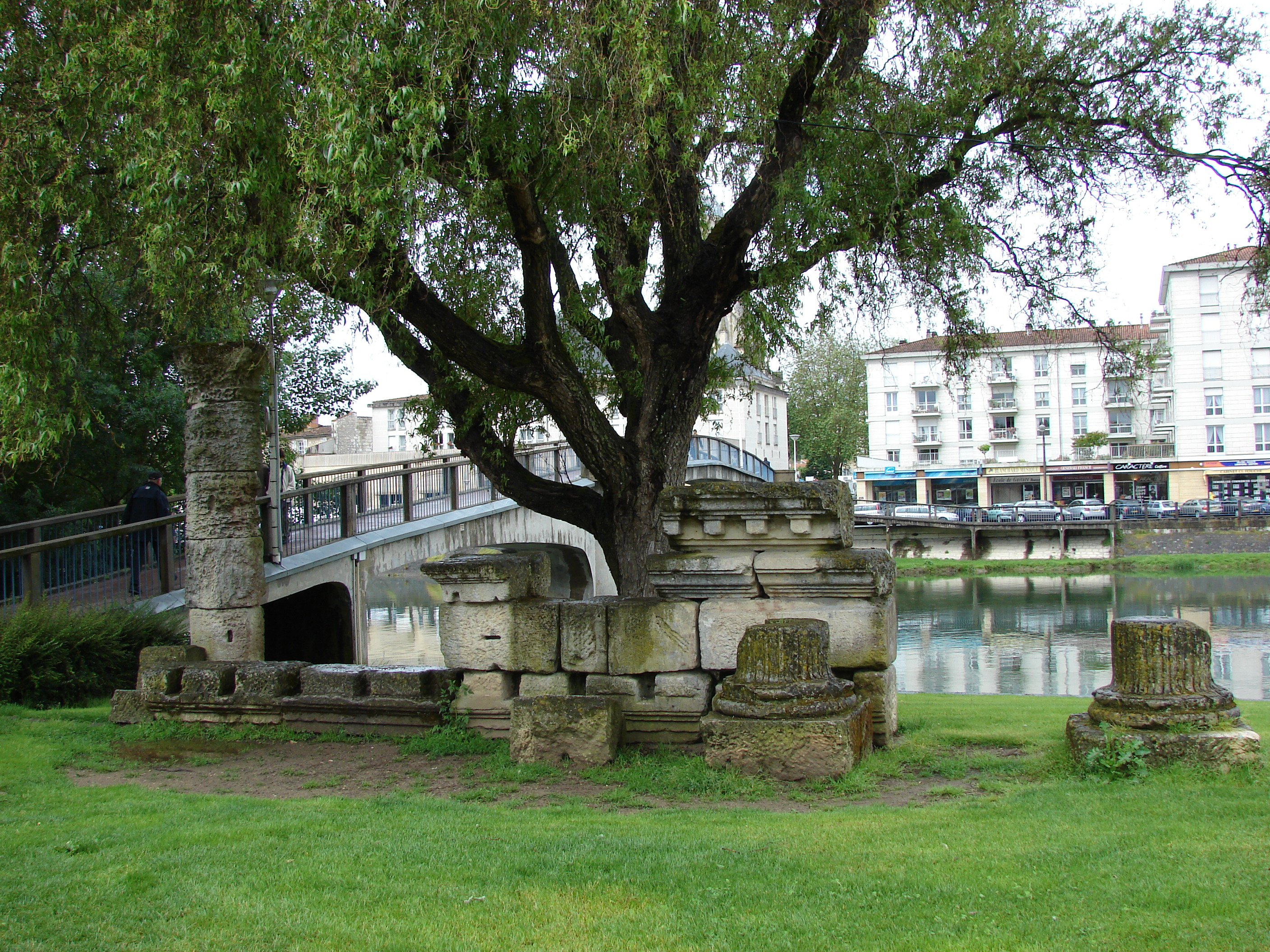
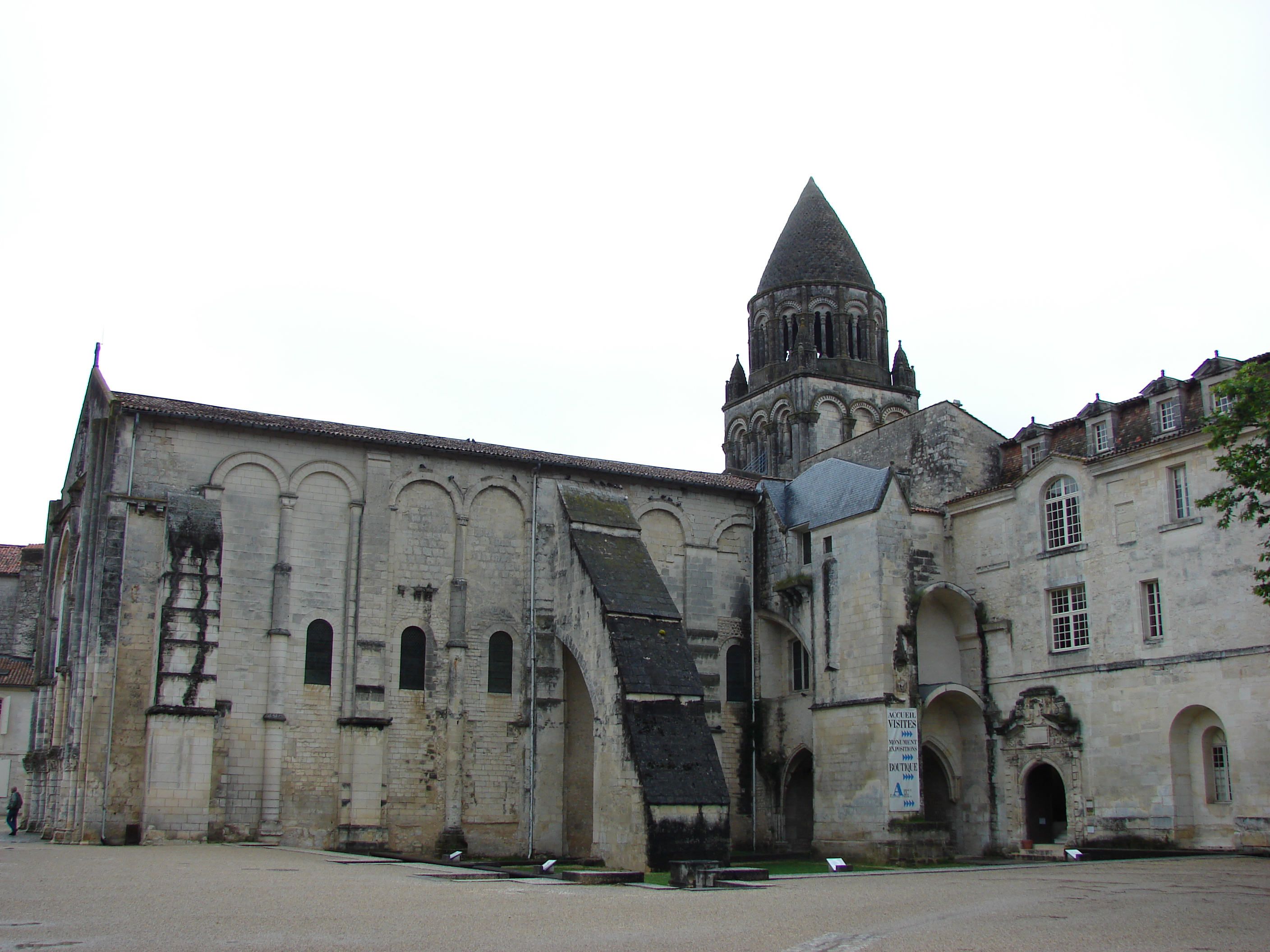
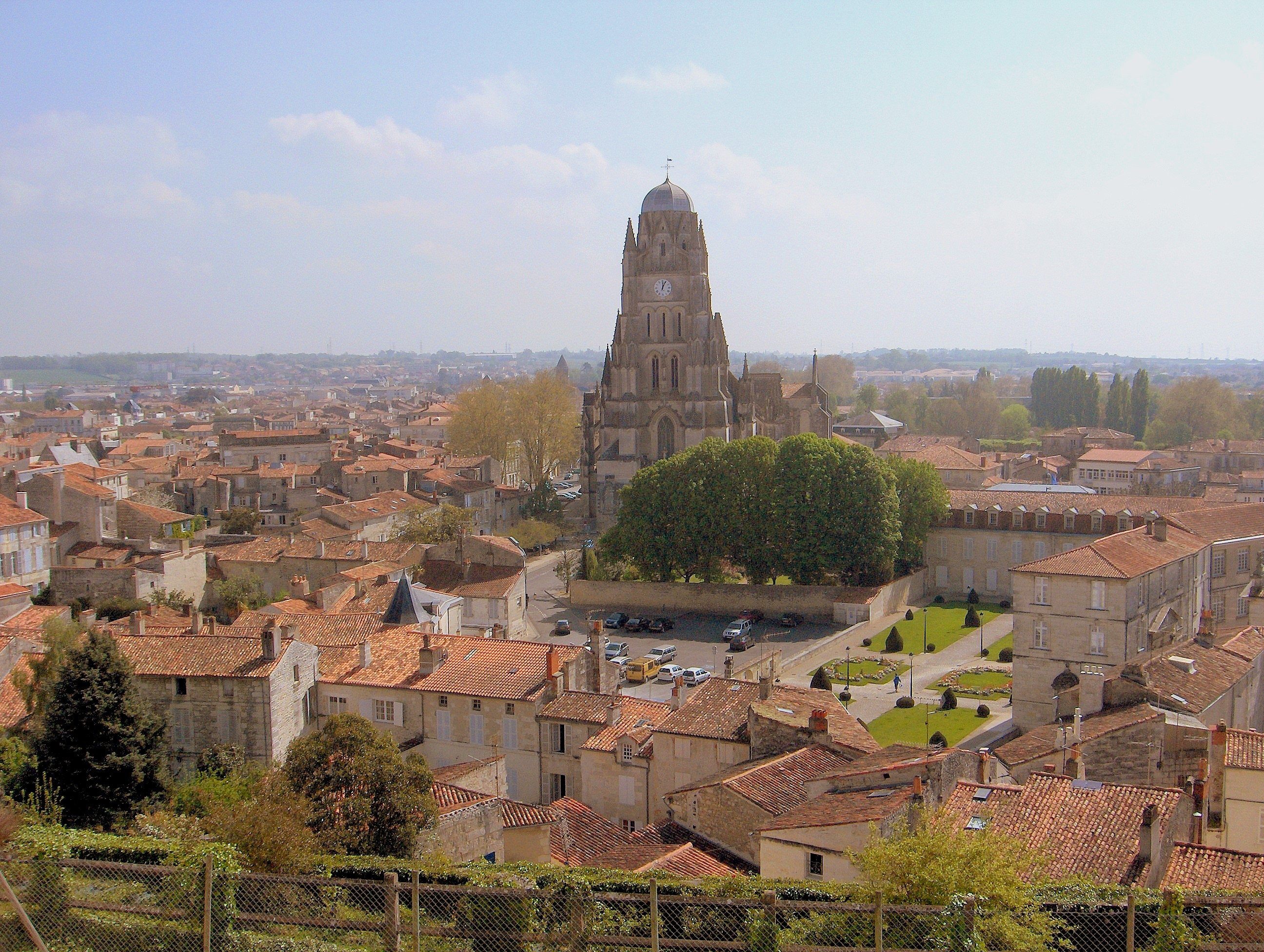
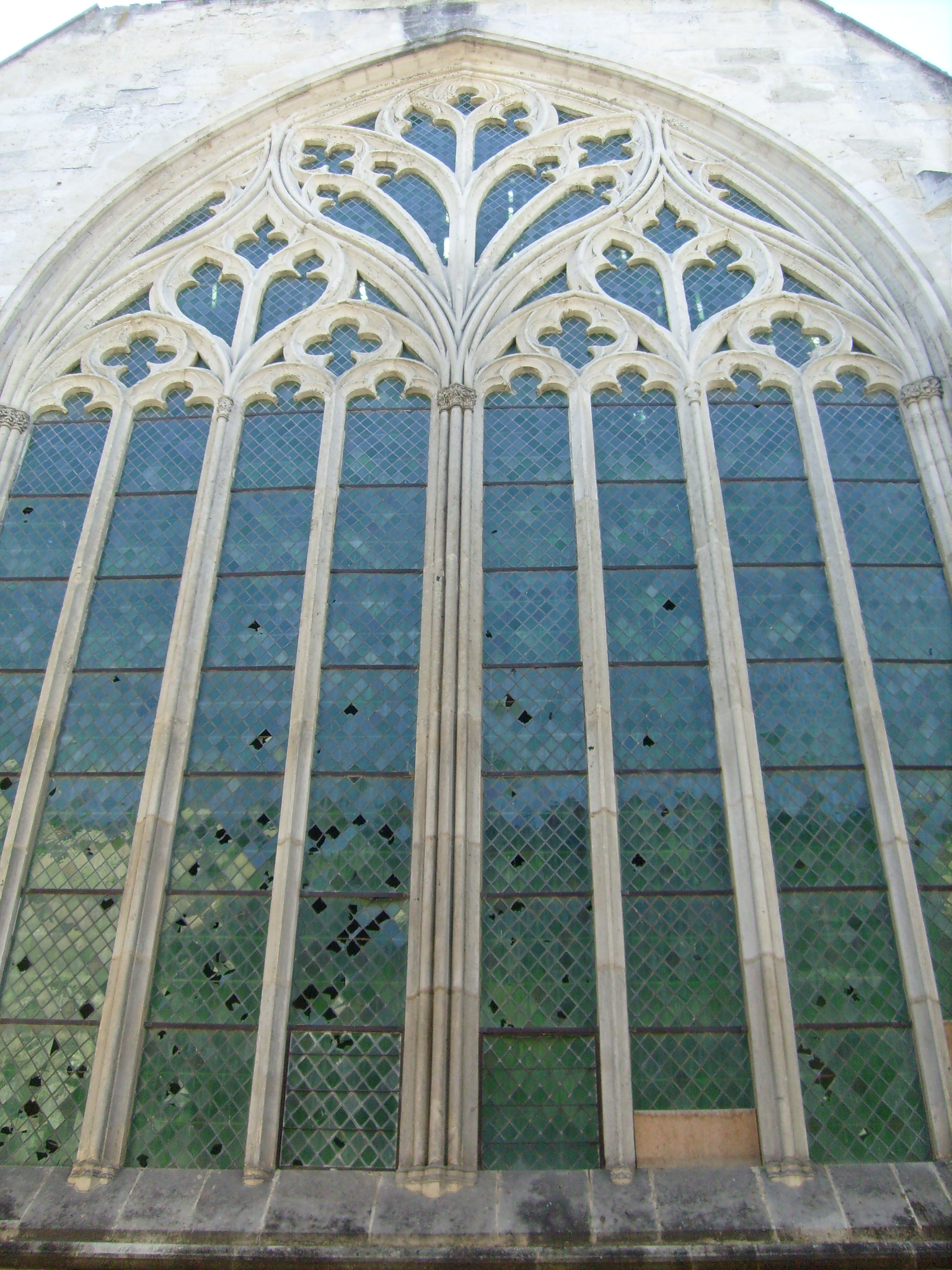
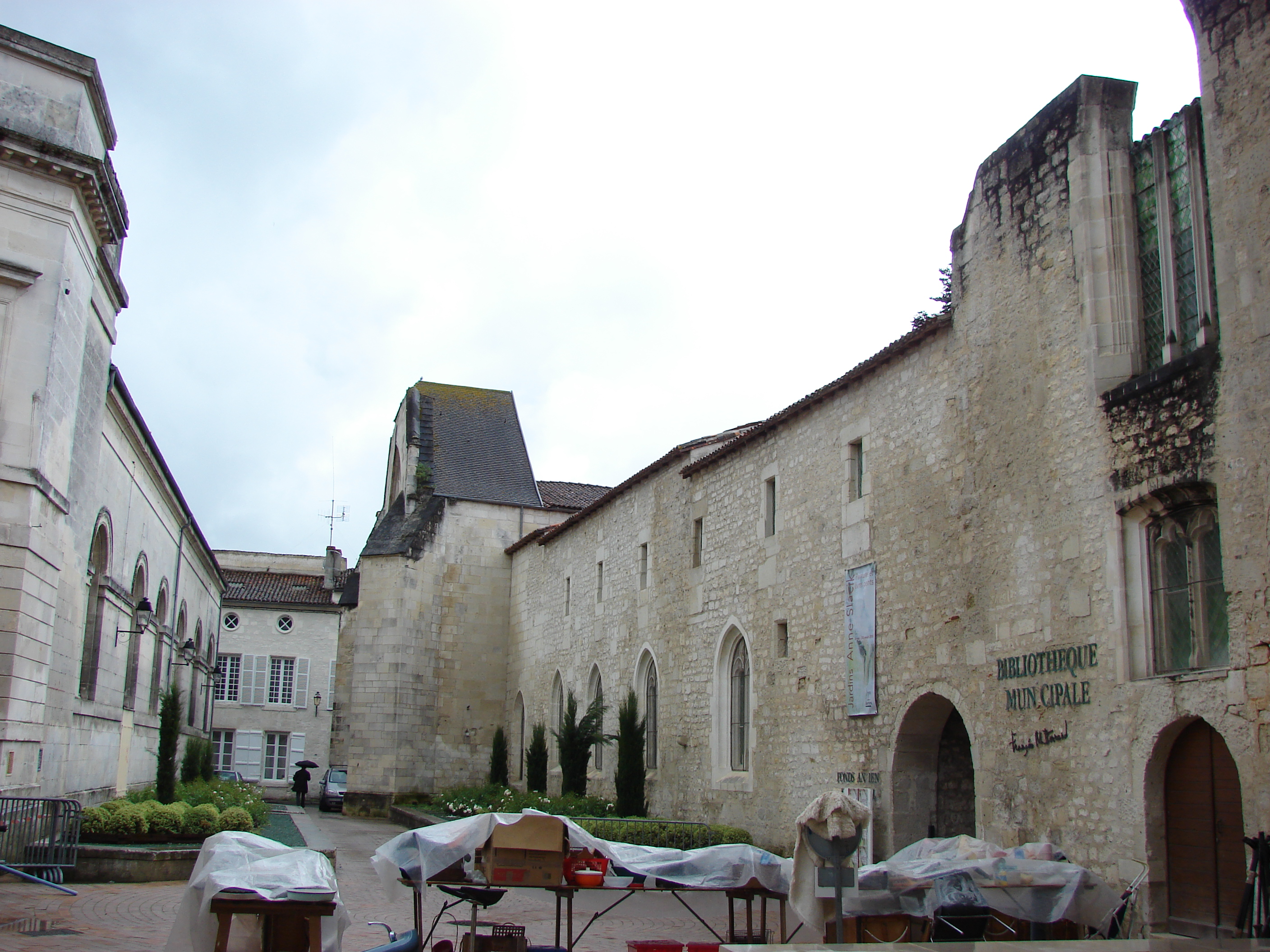
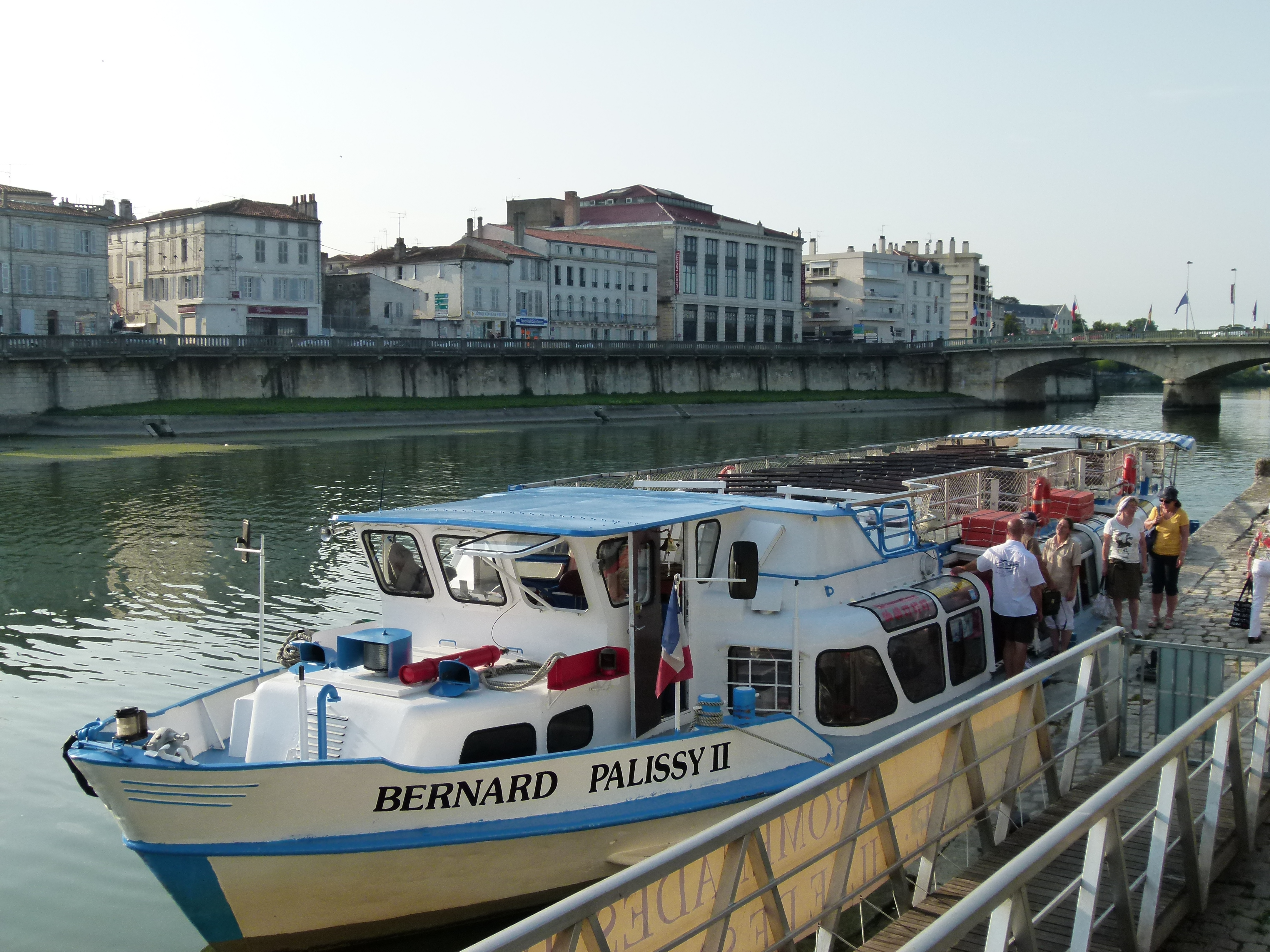

## Nevezetességek
- Amfitheátrum
- Germanicus diadalkapuja
- Római vízvezeték
- Saint Pierre templom
- Saint Eutrope harangtornya
- Abbaye-aux--Dames

## Híres szülöttjei
- Dominique Rocheteau (1955–) Európa-bajnok labdarúgó
- Gaëlle Arquez operaénekes
- Joseph-Ignace Guillotin, orvos és politikus
- Henri Mignet, francia repülőgép-tervező és pilóta